# Lis Shoshi
Lis Shoshi (Pejë, 29 giugno 1994) è un cestista kosovaro.

## Palmarès
- Lega Baltica: 1

Pieno žvaigždės: 2017-18